# Chiesa del Sacro Cuore (Canelli)
La Chiesa del Sacro Cuore è una chiesa di Canelli consacrata nel 1935.

## Storia
La costruzione della Chiesa prende origine da un progetto mosso a metà degli anni '20 del secolo scorso in seguito a due fatti concreti che indirizzarono gli sforzi alla costruzione di una nuova Chiesa: la presenza nella casa dei Giuseppini di molti seminaristi e i numerosi fedeli che partecipavano alle celebrazioni liturgiche nella piccola cappella canellese della comunità dei Giuseppini.
La responsabilità della costruzione e la ricerca delle risorse necessarie furono affidate informalmente a Padre Simone Marsero, religioso e sacerdote degli Oblati di San Giuseppe. 
Non c'è infatti traccia di un documento ufficiale che comprovi l'incarico da parte dei superiori a Padre Marsero di dedicarsi alla costruzione della Chiesa.
Il sacerdote affidò  il progetto all'architetto della diocesi di Acqui,  Il Canonico Thea.
Thea si avvalse della collaborazione di diversi artigiani locali:  muratori come Gai, Goria, Musso, Novara e Robino, manovali come Pavese, Baldi, Bortoletto, Berruti,  stuccatori come Tonello, Penna e Musso.
Come esecutore del progetto fu scelta l'impresa Torchio di Tigliole d'Asti.
Nel 1932 si avviò l’iter per la costruzione della Chiesa del Sacro Cuore (a Canelli più conosciuta come Santa Chiara proprio perché voluta dai Giuseppini, la cui Casa Madre di Asti era sita nell’antico convento di Santa Chiara).
Il 10 gennaio 1932 l'inizio lavori venne comunicato pubblicamente alla popolazione canellese.
Il Corriere di Canelli, giornale locale, seguì l'avvenimento con scadenze regolari. 
Racchiusa all'interno della prima pietra fu posta una preziosa pergamena datata 5 novembre 1933, sulla quale erano riportati i nomi del Papa,  del vescovo di Acqui,  del Duce, il padrino e la madrina della chiesa nelle persone del signor Ciano Bonardi e della signora Bianca Zoppa.
Il cilindro metallico che conteneva la pergamena venne murato ai piedi del pilastro che sostiene la cupola sopra il presbiterio, a sinistra.
La cerimonia di inaugurazione fu fissata al 16 giugno 1935 alla presenza delle autorità locali.
Per l'occasione,  durante la celebrazione, venne letto il telegramma del Cardinale Eugenio Pacelli, inviato a nome di Papa Pio XI.

## Descrizione
L'edificio esternamente ha caratteristiche tipiche dello stile romanico bizantino. Il punto più alto è costituito da una cupola ottagonale di colore chiaro.
Risulta dominante la comparsa ricorrente del numero otto, che si ripete in lunghezza e larghezza. Otto sono i simboli che, nella logica spirituale, si ripropongono in modo costante.
Nella tradizione giudaico-cristiana, questo numero ha una valenza mitico teologico spirituale.
Il numero otto ha significato nella meditazione dei Padri della Chiesa. Anche la perfezione, in quanto somma dei sette giorni della creazione e dell'ottavo giorno, quello della Resurrezione che annullando gli effetti del Peccato Originale che aveva compromesso la perfezione dell'Opera Divina si pone come giorno perfetto e conclusivo del disegno di Dio.
La straordinaria armonia della figura geometrica ottagonale veniva già riconosciuta in antico e offriva la capacità di conferire alla costruzione sicurezza e stabilità.
Gregorio di Nissa definiva una Chiesa a pianta ottagonale come un cerchio con otto angoli, frutto della sovrapposizione di due quadrati uguali ruotati di 45 °, incontro tra la perfezione Divina, (il cerchio) e la perfezione naturale ed umana, (il quadrato).
Sui lati della cupola,  procedendo in senso orario, troviamo le scritte "Veritas, Vita, Spes, Amor, Salus, Gloria, Corona, Via".

### Pianta della Chiesa
La Chiesa è composta da tre navate ed un transetto che le interseca ad angolo retto. Si tratta di una pianta a croce latina, strutturata con navate e transetto di lunghezza differente.

### Cupola
La cupola vista dall'esterno è di colore chiaro (frutto anche della scelta cromatica decisa nel corso del rifacimento del tetto). Le   lesene e il cornicione in finta pietra di Vicenza che termina con la guglia sormontata dalla Croce, hanno una funzione decorativa. Le finestre divise da pilastrini in tre parti, si aprono su una muratura di mattoni rossi a vista. I cornicioni con gli archetti biancorossi costituiscono una decorazione elegante e leggera.

### Facciata
La facciata è caratterizzata da lesene bianche su muratura in mattoni e la suddividono in tre parti indicando la presenza di tre navate interne. L’insieme risulta eclettico con qualche slancio neogotico come era in uso nei primi decenni del ‘900. La statua del Sacro Cuore benedicente, di Emilio Demetz, apre l'entrata ed è collocata su un elegante arco in pietra di Vicenza. La struttura presenta un ampio pronao con ingresso principale al centro due ingressi secondari ai lati. Due porte laterali permettono l'accesso in Chiesa attraverso un piccolo atrio Gli ingressi laterali sono decorati con pitture di angeli. Le porte sono in rovere di Slovenia ed eseguite dai falegnami Musso e Seitone.

### Campanile

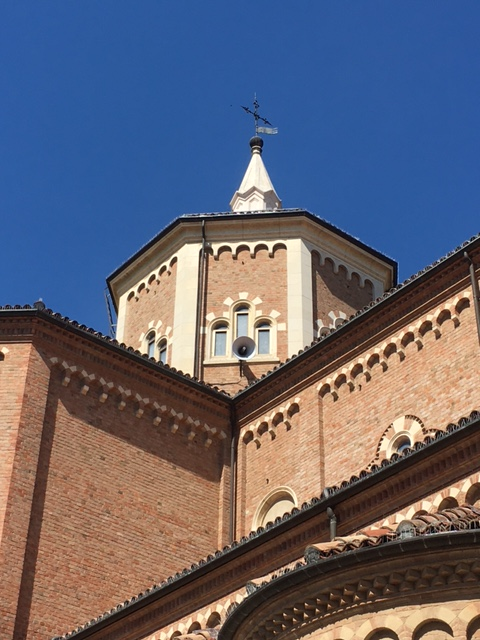
Campanile Chiesa Sacro Cuore Canelli

Nel progetto la Chiesa avrebbe dovuto avere un campanile con un’alta guglia, ma non fu mai terminato. Dell’originale rimane solamente una torre mozza. Il campanile non fu realizzato per mancanza di fondi.
Non sono presenti campane.

### Portone e porte
Le porte interne ed esterne in rovere di Slovenia vennero realizzate su progetto dell'architetto Thea.

### Interno
Pianta a croce latina, suddivisa in tre navate: una centrale ampia ed elevata e due laterali minori. Lo spazio è suddiviso da otto colonne in marmo rosso di Verona con basamento in marmo e base in pietra di verdello. I capitelli, sempre in verdello, sono a quattro facciate e presentano bassorilievi con significato simbolico:agnello su messale, libro con calice ed ostia, asta con serpente, corona regale, fontana e colombi, croce con grappolo e spighe, tavole della Legge, croce e campana.
Sui capitelli poggiano ampie arcate affrescate con episodi tratti dal Vangelo. Sono presenti sei finestre a trifora stilizzata.
Navata destra
Ci sono tre Cappelle rientranti, molto semplici e dotate di altari in marmo.
1ª Cappella: è priva di balaustra ed è stata dedicata a san Giuseppe Marello all'inizio dell'anno 2000. Un tempo questo spazio era utilizzato per affiggere, su apposite bacheche, gli Avvisi e gli avvisi parrocchiali.
Per il futuro si prospettano due ipotesi di decorazione: quella di affrescare le pareti in linea con l'insieme o, con il permesso della Sovraintendenza delle Belle Arti, inserire un'opera di arte contemporanea legata all'arte di strada.
2ª Cappella: dedicata al Crocifisso ed alle Anime del Purgatorio. Pala di P. G. Crida. Sulla porticina del tabernacolo  è rappresentato l'agnello con lo stendardo seduto sul messale, segno del Cristo risorto e vincitore della morte.
3ª Cappella: dedicata a S. Giuseppe, Pala opera di P. G. Crida del 1941.Sulla volta è presente una raggiera con cinque volti di angioletti. È presente la scritta " Protector noster aspice Joseph" che ricorda la dichiarazione di Pio IX che definì San Giuseppe protettore della Chiesa universale.
La porticina del tabernacolo presenta una vite con due pavoni ed al centro il pellicano nel nido con i suoi piccoli.
Navata sinistra
1ª Cappella: dedicata a S. Antonio da Padova. Non è presente l'altare in marmo. Nella raggiera ci sono gigli e sette volti di angioletti. Al centro è presente la Croce abbracciata dalla corona di spine. Compare l'acronimo JHS.
2ª Cappella: dedicata a Santa Rita da Cascia, Pala di P. G. Crida del 1937. La sacralità del tabernacolo è espressa sulla porticina attraverso un calice a cui si abbeverano quattro colombi e su cui domina una colomba bianca, simbolo dello Spirito Santo.
3ª Cappella: dedicata alla Madonna della Medaglia Miracolosa-Immacolata.La raggiera è delimitata da cinque volti di angioletti., Un mazzo di fiori è raccolto da un panneggio con la scritta: Ave Maria gratia plena. Il 17 Gennaio 1937 fu collocato il quadro della Madonna della Medaglia Miracolosa, legata alle apparizioni della Vergine Maria a Caterina Labouré.La porticina del tabernacolo mostra la croce circondata da tralci di vite e due pavoni, simbolo di immortalità e della gioia della vita ultraterrena.
Navata centrale
La navata centrale riceve luce da sei trifore.Nell’aprile del 1941 si incominciò la decorazione della navata di mezzo e poi delle laterali. Pittore il Cav. Dom. Laioli (sic) di Acqui. Decoratore il Cav. Carlo Frascaroli di Alessandria. Indoratore Andrea Bosio di Asti.
I capitelli sono contraddistinti da otto bassorilievi simbolici che caratterizzano un percorso spirituale verso l'altare.
Altare

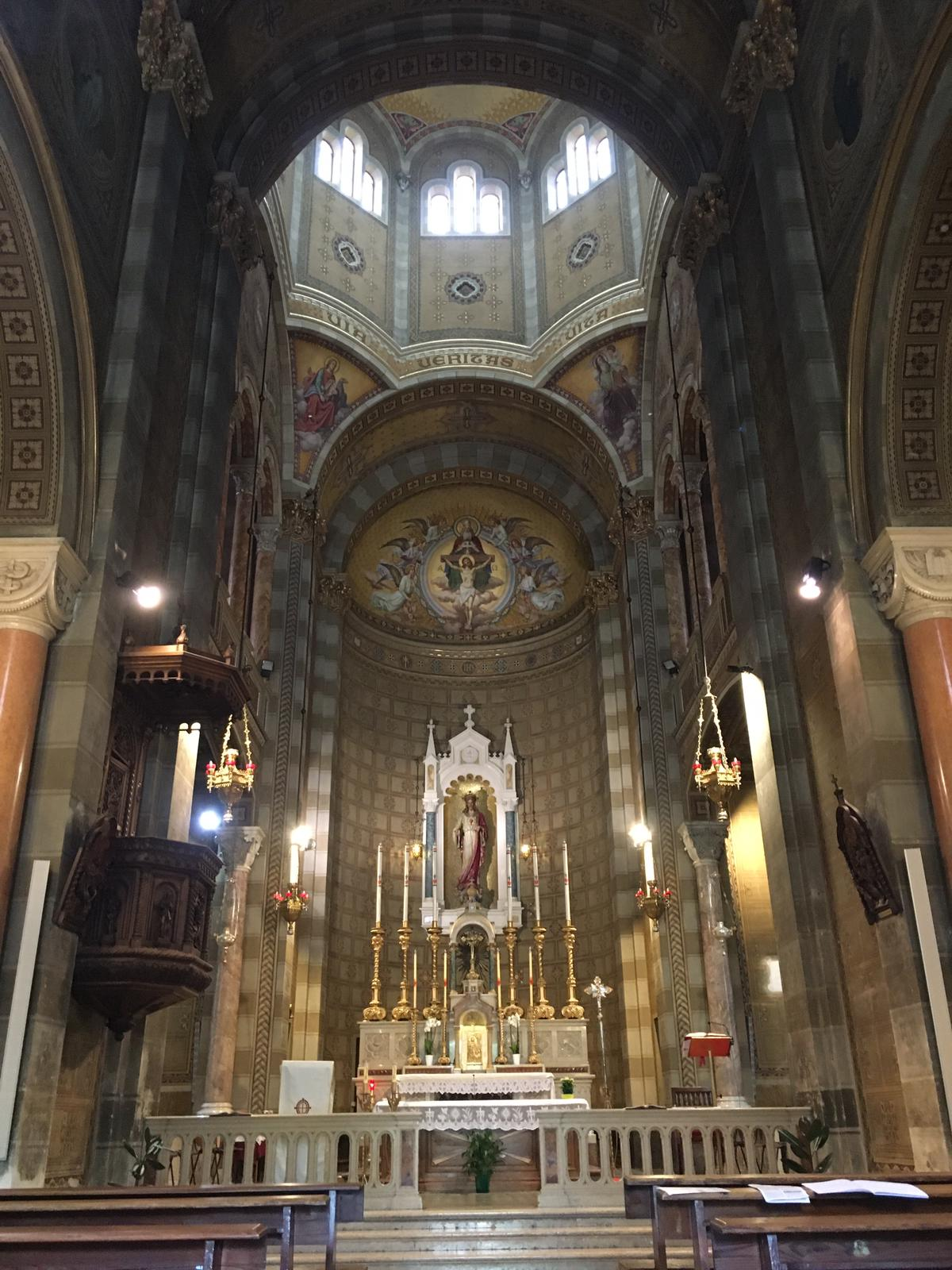
altare maggiore Chiesa Sacro Cuore

La struttura è posta in posizione leggermente rialzata. Ci si accede salendo tre gradini in marmo di S. Ambrogio. In alto è stata costruita una cupola appoggiata al tamburo ottagonale, illuminata da otto triplici finestre. Una fascia in oro, con scritta, ne sottolinea la forma. Nella zona sottostante ai quattro pennacchi di raccordo, gli affreschi di Laiolo ritraggono gli Evangelisti.
Il Presbiterio è limitato, in basso, da quattro colonne di marmo vernicino con ricchi capitelli compositi sui quali poggiano due archi abbassati (uno per lato) e due matronei adibiti a cantoria. Esse sono ornate da quattro colonnine con bei capitelli che a loro volta sostengono una parete sottolineata da un finto grande arco decorato con simbologie.
Nell’abside, in una nicchia ornata da elementi decorativi ed architettonici, campeggia la statua del Sacro Cuore. Nel catino un affresco raffigurante la Trinità.
La balaustra, che occupa tre lati del Presbiterio, è in verdello traforato con specchi di onice del Marocco.
A destra e a sinistra due ampi e profondi slarghi destinati un tempo uno agli aspiranti e l’altro al pubblico ma, attualmente, non essendoci più studenti-sacerdoti, sono entrambi per il pubblico.
Dal transetto sinistro si apre la Sacrestia che comunica, tramite un corridoio ed una scala, con il campanile mozzo e con i due matronei.
Vetrate
Le vetrate sono a disegni geometrici tipo mosaico. Sono molto complesse quelle della cupola e delle cappelle, un lavoro paziente e delicato del Cav. Costa di Alessandria.
Dato l'elevato costo, il progetto iniziale venne semplificato e si decise di realizzare vetrate dal disegno semplice e con colori delicati, per creare un ambiente raccolto tale da ispirare la preghiera.
Pavimento
Il pavimento è in quadrelli di graniglia bianchi e verdi.
Via Crucis
I quadri della Via Crucis sono opera dello scultore Prof. Rossetti che, in collaborazione con la scuola professionale dei Salesiani di San Benigno Canavese, realizzò anche i confessionali ed il pulpito.
Di queste tre preziose opere la Via Crucis fu la prima ad essere realizzata e benedetta nel 1936.
Le quattordici stazioni sono intagliate su un pezzo unico di legno di tiglio. Fortunatamente non sono state attaccate dalle tarme mentre le cornici in noce, hanno col tempo risentito dei danni causati da questo insetto.
L’opera che è finemente lavorata in tutti i suoi particolari, rivela maestria ed arte.
Pulpito

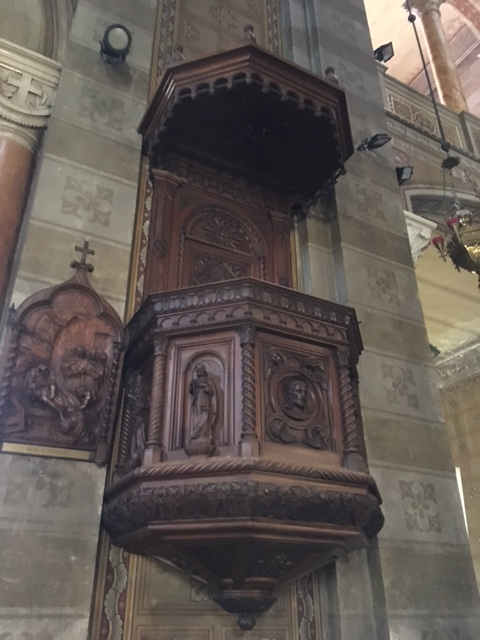
Pulpito Chiesa Sacro Cuore Canelli

Il pulpito in noce è abbellito da fregi. Ha cinque pannelli con statue a tutto tondo che rappresentano Mosè ,San Giuseppe, Cristo, i quattro Evangelisti. 
Alla base del pulpito compaiono tre simboli cristologici: Alfa, Omega e JHS. Sul pulpito era presente anche un crocifisso in legno, ora perduto.
Confessionali
I due confessionali in legno di rovere manifestano la cura con cui sono stati realizzati.
sono sormontati da una croce alla quale fanno corona quattro pennacchi intarsiati.
Un panneggio semplice abbraccia tutta la struttura.
Per ognuno dei confessionali ci sono due inginocchiatoi per i penitenti.
La porticina che porta allo spazio riservato al sacerdote è abbellita da un pannello finemente lavorato che pone in evidenza la croce con ai lati due chiavi.
Sottili colonnine con capitelli suddividono in cinque parti il confessionale.
Due nicchie ai lati del luogo dove sta il confessore contengono due piccole statue lavorate a tutto tondo.
Una ha in mano una croce e nell'altra un flagello. La statua è avvolta da un arbusto con le spine. L’altra statua rappresenta una donna con un abito ricamato ed un copricapo con diadema.
In mano ha un sasso che ci indirizza ad identificare la statuetta nella figura della peccatrice del famoso brano del Vangelo.
Infine una piccola targa in ottone ricorda la persona che ha donato i due confessionali.
Controfacciata
E costituita da un'altra tribuna anch'essa affrescata da Lorenzo Laiolo con l'Ultima Cena ed illuminata da un'elevata trifora stilizzata. Probabilmente lo spazio antistante doveva essere anche il sito su cui si sarebbe dovuto sistemare l'organo a canne, ma anche questo si rivelò col tempo un sogno irrealizzabile e tutt'ora irrealizzato.
Statua del Sacro Cuore
L’esecuzione della statua del S. Cuore fu affidata in un primo tempo al prof. Rossetti insegnante nelle scuole professionali di Asti il 15 Novembre 1936. Un mese dopo morì ma la statua era stata abbozzata. L'opera scultorea venne portata a Canelli per essere terminata da un altro artista.

### Tecnica esecutiva dell'apparato decorativo
La decorazione è stata realizzata con colori a tempera con leggere differenze nella fase di esecuzione. 
La scena con la Trinità della calotta absidale e quella della decorazione sulla volta della Cappella, sono state trasportate tramite spolvero e ripassate poi a pennello con terra rossa.
Le figure dei quattro evangelisti e le decorazioni della Cupola invece, sono state riportate tramite incisioni con punta metallica su intonaco ancora fresco, mentre per il resto della decorazione geometrica sulle pareti, sulle lesene e sui fondi delle volte, è stata tracciata a matita e con cordini imbevuti di ossido.
Le dorature sui capitelli, sui modellati e sulle decorazioni, sono state realizzate a foglia d'oro zecchino.
Curioso il fatto che alcuni capitelli del tamburo della Cupola presentino doratura in oro zecchino, mentre quelli rivolti verso la navata (maggiormente visibili) sono stati realizzati con porporina.
Le colonne di mattoni sono stati realizzate in finto marmo ad olio.

## Progetto di recupero edilizio
Il recupero edilizio del tetto, iniziato nel 2016, è stato attuato per eliminare le infiltrazioni da acqua piovana. 
Un manto sottocoppo in ondulina di colore rosso ha permesso di proteggere l'orditura sottostante e di riposizionare i coppi, precedentemente rimossi, bloccandoli con idonei ganci di rame. L'intervento non ha alterato né la sagoma né la copertura originaria.

## Restauro
I lavori di restauro, fortemente voluti da Padre Pinuccio Demarcus riguardanti le decorazioni, hanno avuto inizio nel settembre 2017 e sono terminati nell'aprile del 2018. Hanno riguardato la cappella dedicata alla Madonna della medaglia Miracolosa Immacolata, la cupola e l'abside.
I maggiori fattori di degrado erano legati al nerofumo dovuto al consumo di candele e dal tipo di riscaldamento, alla fragilità della pellicola pittorica eseguita a tempera, a problemi di infiltrazione di acqua dal tetto, che aveva causato l'ossidazione dei colori ed, in casi più gravi, la caduta di porzioni di intonaco, all'affioramento di sali solubili,  a macchie dovute ad una colonia di pipistrelli che aveva nidificato nella zona absidale ed al sollevamento a scaglie della doratura.
Le operazioni di restauro hanno previsto la fase di spolveratura con pennelli ed aspiratori elettrici e la pulitura a secco per asportare lo strato di sporco più persistente.
Verificata la resistenza del colore all'umidità, si è proceduto con un lavaggio eseguito con acqua deionizzata previo impacco con velina, tenuta a contatto della superficie per alcuni minuti.
Terminata la fase della pulitura si è dato avvio alla fase di consolidamento dei piccoli distacchi di intonaco e delle dorature dei capitelli.
Le stuccature delle lacune e delle microfratture sono state eseguite con malta di grassello di calce e sabbia con granulometria simile all'originale. Le microlacune su foglia d'oro sono state reintegrate con velature ad acquerello a imitazione dell'originale.